# Lagartera
Lagartera – gmina w Hiszpanii, w prowincji Toledo, w Kastylii-La Mancha, o powierzchni 81,02 km². W 2011 roku gmina liczyła 1558 mieszkańców.